# Ocali nas miłość
Ocali nas miłość – trzeci album studyjny polskiego zespołu muzycznego Ørganek. Wydawnictwo ukazało się 30 lipca 2021 nakładem wytwórni muzycznej Mystic Production.
Album jest utrzymany w stylu muzyki rock. Składa się z wersji standardowej (1 CD) i płyty analogowej (1 LP).
Płyta zadebiutowała na 14. miejscu polskiej listy sprzedaży – OLiS.
Wydawnictwo zostało zaprezentowane z okazji 77. rocznicy powstania warszawskiego we współpracy z Muzeum Powstania Warszawskiego w Warszawie.

## Lista utworów
Opracowano na podstawie materiału źródłowego.
| Ocali nas miłość – Wersja standardowa | Ocali nas miłość – Wersja standardowa        | Ocali nas miłość – Wersja standardowa | Ocali nas miłość – Wersja standardowa                                                   | Ocali nas miłość – Wersja standardowa |
| Nr                                    | Tytuł utworu                                 | Słowa                                 | Muzyka                                                                                  | Długość                               |
| ------------------------------------- | -------------------------------------------- | ------------------------------------- | --------------------------------------------------------------------------------------- | ------------------------------------- |
| 1.                                    | „Fotograf brok”                              | Tomasz Organek                        | Tomasz Lewandowski                                                                      | 4:44                                  |
| 2.                                    | „Idziemy w miasto” (oraz Klaudia Szafrańska) | Tomasz Organek                        | Tomasz Organek                                                                          | 3:49                                  |
| 3.                                    | „Lili i pałąk”                               | Tomasz Organek                        | Tomasz Organek, Tomasz Lewandowski, Adam Staszewski, Robert Markiewicz, Maciej Kubiczek | 6:14                                  |
| 4.                                    | „Lustereczko” (oraz Klaudia Szafrańska)      | Tomasz Organek                        | Robert Markiewicz, Tomasz Lewandowski                                                   | 3:55                                  |
| 5.                                    | „Sen duchów wolnych”                         | Tomasz Organek                        | Robert Markiewicz                                                                       | 3:42                                  |
| 6.                                    | „Aniołowie upadli” (oraz Ralph Kaminski)     | Tomasz Organek                        | Tomasz Lewandowski                                                                      | 4:37                                  |
| 7.                                    | „Idź synku, idź” (oraz Magda Umer)           | Tomasz Organek                        | Tomasz Lewandowski                                                                      | 3:09                                  |
| 8.                                    | „Ocali nas miłość”                           | nieznany                              | nieznany                                                                                | 4:29                                  |
|                                       |                                              |                                       |                                                                                         | 34:39                                 |

## Pozycja na liście sprzedaży

### Pozycja na liście tygodniowej
| Kraj   | Lista (2021)  | Najwyższa pozycja |
| ------ | ------------- | ----------------- |
| Polska | OLiS – albumy | 14                |

## Wyróżnienia
| Rok  | Konkurs        | Kategoria                                | Rezultat  | Źr.   |
| ---- | -------------- | ---------------------------------------- | --------- | ----- |
| 2022 | Fryderyki 2022 | Album roku piosenka poetycka i literacka | Nominacja | [ 6 ] |